# Siemens-Verfahren

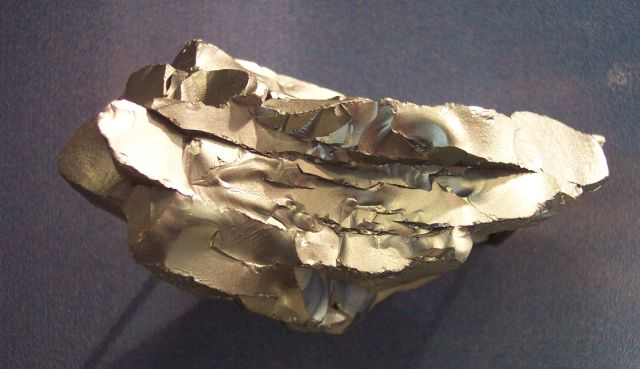
Resultat des Verfahrens: Polykristallines Solarsilicium

Das Siemens-Verfahren ermöglicht die Herstellung von polykristallinem Silicium von hoher Reinheit. Es dient der Produktion von Ausgangsmaterial für Solarzellen und die Mikroelektronik. Der Name leitet sich von der Firma Siemens her, die das Verfahren entwickelte.

## Verfahren

Vergleich des Siemens- mit dem FBR-Verfahren

Ausgangsmaterial ist 98–99 % reines Silizium, welches gemahlen wird und mit gasförmigen Chlorwasserstoff bei 300–350 °C in einem Reaktor zu Trichlorsilan umgesetzt wird.
{\displaystyle \mathrm {Si+3\ HCl\longrightarrow H_{2}+HSiCl_{3}} }
In einem weiteren Prozess wird aus Trichlorsilan und Wasserstoff Silizium gewonnen.
{\displaystyle \mathrm {\ HSiCl_{3}+\ H_{2}\longrightarrow \ Si+3\ HCl} }
Dieses elementare Silizium wird an Stäben bei 1100 °C aufgefangen. Der Chlorwasserstoff kann dem Kreislauf wieder zugeführt werden. Das entstehende Nebenprodukt Siliciumtetrachlorid kann entweder dem Kreislauf über Trichlorsilan wieder zugesetzt oder verbrannt werden.
Ein Nachteil des Verfahrens ist der sehr hohe Energieverbrauch. Daher werden inzwischen andere Herstellungsmethoden wie das UMG-Verfahren (Upgraded Metallurgical Grade) und das FBR-Verfahren (Fluidized Bed Reactor) erforscht, müssen aber für eine Produktion noch weiterentwickelt werden. Außerdem wurde es ursprünglich für die Mikroelektronik entwickelt. Dort werden andere Anforderungen an die Qualität des Siliciums gestellt als in der Photovoltaik. Für Solarzellen ist beispielsweise die Reinheit des Wafers in seiner gesamten Stärke wichtig, um eine möglichst lange Ladungsträger-Lebensdauer zu gewährleisten. In der Mikroelektronik müssten dagegen prinzipiell nur die oberen etwa 20 bis 30 µm hochrein sein.